# 青木和惠
青木 和惠（あおき かずえ）は、日本の看護師、看護学者（がん医療における患者のプロセス・がんのWOCケア）。勲等は瑞宝単光章。学位は修士（保健学）（金沢大学・2003年）。東京医療保健大学立川看護学部教授。名の「惠」が旧字体のため、新字体で青木 和恵（あおき かずえ）とも表記される。
国立がんセンター中央病院副看護婦長、静岡県立静岡がんセンター看護部長、静岡県立静岡がんセンター副院長、静岡県立大学看護学部教授などを歴任した。

## 概要
がん医療における患者のプロセスやがんのWOCケアを専攻する日本の看護学者である。がん患者のWOCケアの研究やDynamic WOC Careの研究で知られる。国立がんセンターの看護婦を経て、静岡県立静岡がんセンターに看護師として勤務したのち、静岡県立大学で後進の育成にあたった。定年退職後も、東京医療保健大学にて引き続き教鞭を執った。

## 来歴

### 生い立ち
東京都立新宿高等看護学院に進学し、看護学を学んだ。1976年（昭和51年）3月、東京都立新宿高等看護学院を卒業した。

### 看護師として

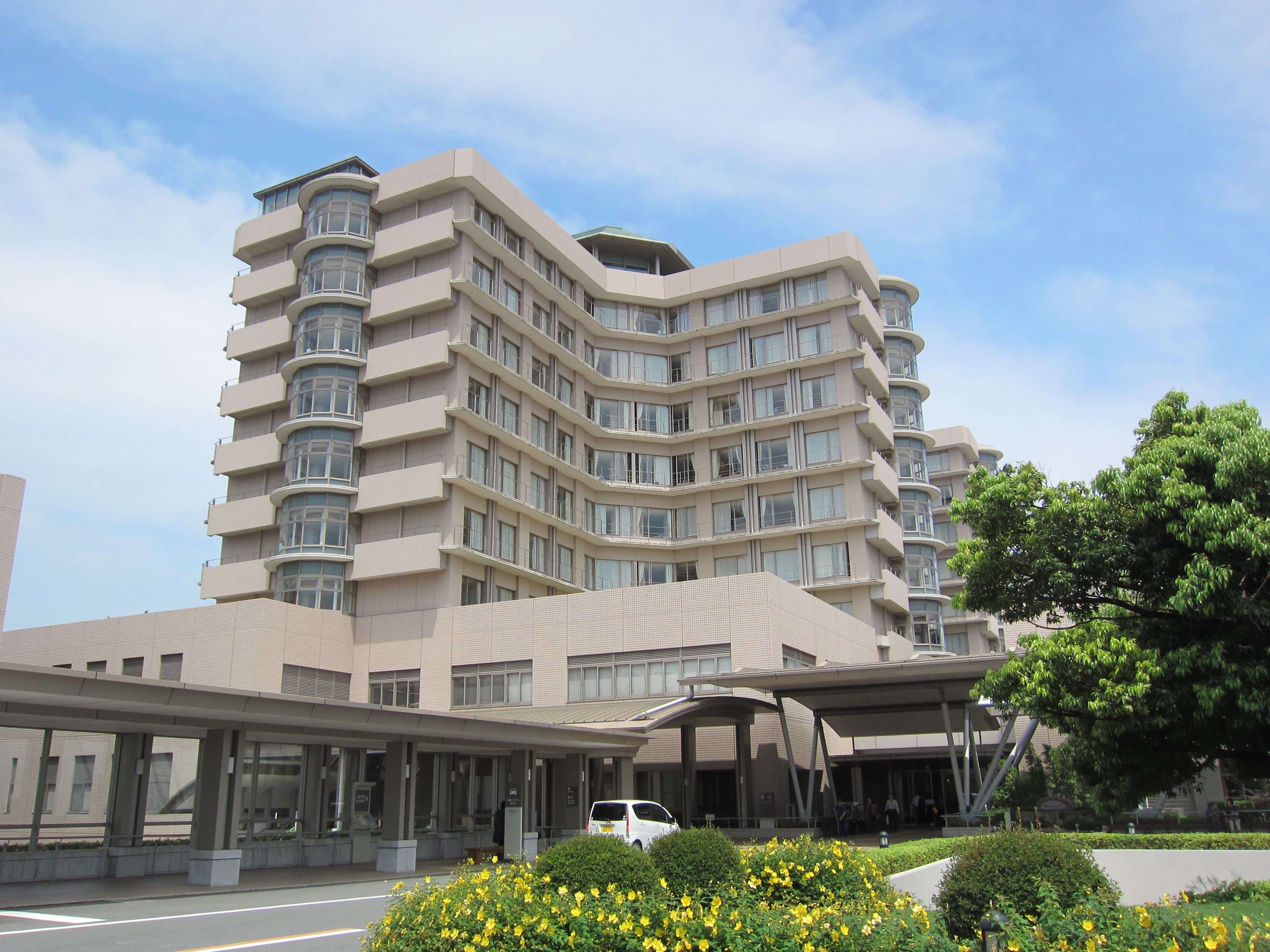
静岡県立静岡がんセンター

1976年（昭和51年）4月より、厚生省の施設等機関である国立がんセンターに採用され、中央病院の看護婦として勤務することになった。1993年（平成5年）2月には、国立がんセンターの中央病院にて副看護婦長に就任した。なお、その間に昭和女子大学短期大学部の国文学科にて学び、1982年（昭和57年）3月に卒業している。また、聖路加国際病院のETスクールに通い、1987年（昭和62年）10月にストーマ療法士の資格を取得している。さらに、1998年（平成10年）12月には、皮膚・排泄ケア看護認定看護師の資格を取得している。
2002年（平成14年）4月、静岡県立静岡がんセンターに転じ、副看護部長に就任した。2007年（平成19年）4月には、静岡県立静岡がんセンターにて看護部長に昇任した。2011年（平成23年）4月には、静岡県立静岡がんセンターの副院長に就任した。加えて、同月より、静岡県立静岡がんセンターに設置されている認定看護師教育課程の課程長も兼務した。なお、静岡県立静岡がんセンターでの勤務の傍ら、金沢大学大学院の医学系研究科保健学専攻にて看護学領域を学ぶ。真田弘美の指導を受け、2003年（平成15年）3月に博士課程前期を修了している。それに伴い、修士（保健学）の学位を授与された。なお、その際に執筆した修士論文「終末期がん患者における褥瘡の病態の変化からみた形態的分類と看護ケアとの関係」の知見は、後年になって松井優子らの研究業績とともに『日本創傷・オストミー・失禁管理学会誌』に掲載されている。また、2004年（平成16年）4月より静岡県立大学大学院の看護学研究科にて客員教授に併任されている。2013年（平成25年）4月には、大阪大学大学院の医学系研究科にて招聘教授に併任されている。そのほか、岩手県立大学大学院の看護学研究科においても、講師を兼任し非常勤で務めた。公的団体の役職も多く務めており、社団法人である日本看護協会では2003年（平成15年）4月より認定看護師認定審査委員を務め、同じく社団法人である静岡県看護協会では2010年（平成22年）4月より学術研究推進委員長を、2011年（平成23年）4月からは倫理審査委員を務め、静岡県の病院やファルマバレーセンターなどで構成される静岡県治験ネットワークでは2011年（平成23年）3月より支援倫理委員を務めた。

### 看護学者として
2016年（平成28年）4月、静岡県立大学に転じ、看護学部にて客員ではなく常勤の教授に就任した。看護学部においては、主として看護学科の講義を担当した。また、静岡県立大学大学院の看護学研究科においても、教授を兼務することになった。看護学研究科においては、主として看護学専攻の講義を担当した。2017年（平成29年）、これまでの業績が評価され、看護業務功労により瑞宝単光章が授与されることになり、同年5月2日に静岡県知事の川勝平太より勲記と勲章が伝達された。2020年（令和2年）3月31日、定年により静岡県立大学の教授を退任した。
2020年（令和2年）4月1日、東京医療保健大学にて新設された立川看護学部の教授に就任した。立川看護学部においては、主として看護学科の講義を担当した。なお、東京医療保健大学には募集停止となった東が丘・立川看護学部も存在するが、こちらは学生が在籍する間は存続する。そのため、その間は東が丘・立川看護学部の教授も兼務している。東が丘・立川看護学部においても、主として看護学科の講義を担当した。

## 研究
看護師としての経験を持つことからわかるとおり、研究者としての専門は看護学である。具体的には、がん医療における患者のプロセスや、がんのWOCケアといった分野を研究している。この「WOCケア」とは、創傷、オストミー、失禁などに対する看護を総称した「皮膚・排泄ケア」のことであり、特にそれらに関する研究に従事している。悪性新生物の患者における皮膚・排泄ケアや、「Dynamic WOC Care」と称される皮膚・排泄ケアに関する研究に取り組んでいる。ストーマの看護に関する専門書なども上梓している。また、悪性新生物の患者のプロセスを支える看護に関して研究している。
なお、学術団体としては、日本ストーマリハビリテーション学会、日本褥瘡学会、日本創傷・オストミー・失禁管理学会、日本がん看護学会、日本放射線看護学会、日本緩和医療学会などに所属している。

## 人物
名の「和惠」の「惠」が旧字体のため、「青木和恵」名義の著作も存在する。

## 略歴
- 1976年 - 東京都立新宿高等看護学院卒業。
- 1976年 - 国立がんセンター中央病院看護婦。
- 1982年 - 昭和女子大学短期大学部国文学科卒業。
- 1993年 - 国立がんセンター中央病院副看護婦長。
- 2002年 - 静岡県立静岡がんセンター副看護部長。
- 2003年 - 金沢大学大学院医学系研究科博士課程前期修了。
- 2003年 - 日本看護協会認定看護師認定審査委員。
- 2004年 - 静岡県立大学大学院看護学研究科客員教授。
- 2007年 - 静岡県立静岡がんセンター看護部長。
- 2010年 - 静岡県看護協会学術研究推進委員長。
- 2011年 - 静岡県治験ネットワーク支援倫理委員。
- 2011年 - 静岡県立静岡がんセンター副院長。
- 2011年 - 静岡県立静岡がんセンター認定看護師教育課程課程長。
- 2011年 - 静岡県看護協会倫理審査委員。
- 2013年 - 大阪大学大学院医学系研究科招聘教授。
- 2016年 - 静岡県立大学看護学部教授。
- 2016年 - 静岡県立大学大学院看護学研究科教授。
- 2020年 - 静岡県立大学定年退職。
- 2020年 - 東京医療保健大学立川看護学部教授。
- 2020年 - 東京医療保健大学東が丘・立川看護学部教授。

## 栄典
- 2017年 - 瑞宝単光章。

## 著作

### 共著
- 青木和恵ほか著『やさしいストーマケア――レッツ・スタディ』桐書房、1996年。ISBN 487647320X
- 青木和恵・坂元敦子・世良俊子著『レッツ・スタディやさしいストーマケア――人工肛門・人工膀胱との快適な暮らし方』新装版、桐書房、1998年。ISBN 4876474184
- 青木和恵・坂元敦子・世良俊子著『やさしいストーマケア――レッツ・スタディ』改訂版、桐書房、2003年。ISBN 4876476004

### 編纂
- 青木和恵・水主いづみ編『消化器がんケアガイド――病期分類からみる検査・診断・治療と進行がんの看護』学研メディカル秀潤社、2010年。ISBN 9784780920031
- 静岡県立静岡がんセンター編、青木和恵・水主いづみ責任編集『がん看護研修マニュアル』南江堂、2010年。ISBN 9784524250912

### 寄稿、執筆依頼、等
- 辻哲也編著『実践! がんのリハビリテーション』メヂカルフレンド社、2007年。ISBN 9784839213961
- 真田弘美・須釜淳子編『実践に基づく最新褥瘡看護技術――フローチャートでわかるケア手順』改訂版、照林社、2009年。ISBN 9784796522014
- ストーマリハビリテーション講習会実行委員会編『ストーマリハビリテーション』3版、金原出版、2016年。ISBN 9784307701990

### 註釈
1. ↑  東京都立新宿高等看護学院は、のちに東京都立新宿看護専門学校に改組され、東京都立保健科学大学の源流の一つとなった。
2. ↑  国立がんセンターは、のちに国立がん研究センターに改組された。
3. ↑  日本看護協会は、のちに公益社団法人に移行した。
4. ↑  静岡県看護協会は、のちに公益社団法人に移行した。

## 関連人物
- 真田弘美